# Campeonato Mundial das Nações Emergentes da IHF de 2019
O Campeonato Mundial das Nações Emergentes da IHF de 2019 foi a terceira edição da competição, e foi disputado na Geórgia, na cidade de Tbilísi, de 07 a 16 de junho de 2019.
Doze seleções nacionais disputaram o torneio, sendo seis seleções europeias, três das américas, duas asiáticas e uma africana.
A seleção da Geórgia conquistou seu primeiro campeonato ao derrotar Cuba na final por 31 a 21.

## Equipes
| - África (CAHB) - Nigéria - Ásia (AHF) - China - Índia - América do Sul (SCAHC) - Colômbia - América do Norte, Central e o Caribe (NACHC) - Cuba - Estados Unidos | - Europa (EHF) - Azerbaijão - Bulgária - Geórgia - Irlanda - Malta - Reino Unido |

## Árbitros
| - Christian Hannes - David Hannes - Ana Vranes - Marlis Wenninger - Thiago da Silva - Daniel Magalhaes - Mads Hermann - Jesper Madsen - Mahmoud El Beltagy - Hamdy Nasser - Yann Carmaux | - Julien Mursch - Adam Biro - Oliver Kiss - Pietro Monitillo - Francesco Simone - Jelena Mitrovic - Andjelina Kazanegra - Konstantin Ershov - Anton Pavliukov - Vladimir Jovandic - Marko Sekulic |

## Fase Preliminar

### Grupo A
| Time        | P | V | E | D | GP  | GC  | SG  | Pts. |
| ----------- | - | - | - | - | --- | --- | --- | ---- |
| Cuba        | 5 | 5 | 0 | 0 | 167 | 130 | +37 | 10   |
| Reino Unido | 5 | 4 | 0 | 1 | 156 | 144 | +12 | 8    |
| China       | 5 | 3 | 0 | 2 | 150 | 138 | +12 | 6    |
| Colômbia    | 5 | 2 | 0 | 3 | 148 | 152 | -4  | 4    |
| Azerbaijão  | 5 | 1 | 0 | 4 | 162 | 166 | -4  | 2    |
| Índia       | 5 | 0 | 0 | 5 | 151 | 204 | -53 | 0    |

| 8 de junho  |       |             |
| Colômbia    | 25–28 | China       |
| Azerbaijão  | 45–29 | Índia       |
| Cuba        | 35–27 | Reino Unido |
| 9 de junho  |       |             |
| Colômbia    | 35–30 | Azerbaijão  |
| China       | 24–30 | Cuba        |
| Reino Unido | 38–28 | Índia       |
| 10 de junho |       |             |
| Reino Unido | 36–35 | Azerbaijão  |
| Cuba        | 31–24 | Colômbia    |
| China       | 26–14 | Índia       |
| 12 de junho |       |             |
| Cuba        | 31–26 | Azerbaijão  |
| Reino Unido | 28–23 | China       |
| Colômbia    | 41–36 | Índia       |
| 13 de junho |       |             |
| Azerbaijão  | 26–35 | China       |
| Colômbia    | 23–27 | Reino Unido |
| Cuba        | 40–29 | Índia       |

### Grupo B
| Time           | P | V | E | D | GP  | GC  | SG   | Pts. |
| -------------- | - | - | - | - | --- | --- | ---- | ---- |
| Geórgia        | 5 | 5 | 0 | 0 | 166 | 85  | +81  | 10   |
| Bulgária       | 5 | 4 | 0 | 1 | 159 | 124 | +35  | 8    |
| Estados Unidos | 5 | 3 | 0 | 2 | 176 | 132 | +44  | 6    |
| Nigéria        | 5 | 1 | 1 | 3 | 128 | 136 | -8   | 3    |
| Irlanda        | 5 | 1 | 1 | 3 | 143 | 165 | -22  | 3    |
| Malta          | 5 | 0 | 0 | 5 | 72  | 202 | -130 | 0    |

| 8 de junho     |       |                |
| Malta          | 13–38 | Bulgária       |
| Geórgia        | 27–14 | Nigéria        |
| Irlanda        | 32–37 | Estados Unidos |
| 9 de junho     |       |                |
| Estados Unidos | 35–38 | Bulgária       |
| Malta          | 13–39 | Geórgia        |
| Nigéria        | 31–31 | Irlanda        |
| 10 de junho    |       |                |
| Estados Unidos | 44–10 | Malta          |
| Geórgia        | 37–17 | Irlanda        |
| Bulgária       | 27–19 | Nigéria        |
| 12 de junho    |       |                |
| Bulgária       | 37–22 | Irlanda        |
| Geórgia        | 28–22 | Estados Unidos |
| Nigéria        | 40–13 | Malta          |
| 13 de junho    |       |                |
| Irlanda        | 41–23 | Malta          |
| Geórgia        | 35–19 | Bulgária       |
| Estados Unidos | 38–24 | Nigéria        |

### Classificação 5º-12º lugares

#### 11º-12º lugar
| 16 de junho |       |         |
| Malta       | 18–39 | Irlanda |

#### 9º-10º lugar
| 16 de junho |       |       |
| Azerbaijão  | 28–46 | Índia |

#### 7º-8º lugar
| 16 de junho |       |         |
| Colômbia    | 31–33 | Nigéria |

#### 5º-6º lugar
| 16 de junho    |       |       |
| Estados Unidos | 35–27 | China |

### Disputa pelo bronze
| 16 de junho |       |             |
| Bulgária    | 47–31 | Reino Unido |

### Final
| 16 de junho |       |      |
| Geórgia     | 31–21 | Cuba |

## Classificação Final
|    | Geórgia        |
|    | Cuba           |
|    | Bulgária       |
| 4  | Reino Unido    |
| 5  | Estados Unidos |
| 6  | China          |
| 7  | Nigéria        |
| 8  | Colômbia       |
| 9  | Índia          |
| 10 | Azerbaijão     |
| 11 | Irlanda        |
| 12 | Malta          |

### Time das Estrelas
| Posição          | Jogador              |
| ---------------- | -------------------- |
| Goleiro          | Magnol Suárez        |
| Ponta esquerda   | Svetlin Dimitrov     |
| Lateral esquerdo | Giorgi Tskhovrebadze |
| Armador Central  | Kristian Vasilev     |
| Lateral direito  | Teimuraz Orjonikidze |
| Ponta direita    | Huang Peijie         |
| Pivô             | Eduardo Valiente     |
| MVP              | Giorgi Tskhovrebadze |

| Campeonato Mundial das Nações Emergentes de 2019 |
| Campeão                                          |
| ------------------------------------------------ |
| Geórgia 1º Título                                |